# 허니 2
허니 2(Honey 2)는 2011년 개봉한 미국의 영화이다.

## 캐스트
- 캐터리나 그레이엄 - 마리아 라미레즈 (Maria Ramirez)
- 랜디 웨인 - 브랜던 (Brandon)
- 세이첼 가브리엘 - 티나 (Tina)
- 멜리사 몰리나로 - 칼라 (Carla)
- 테일러 넬슨 - 다넬 (Darnell)
- 캐스퍼 스마트 - 리키 (Ricky)
- 브리트니 페리 러셀 - 리릭 (Lyric)
- 크리스토퍼 마티네즈 - 루이스 (Luis)
- 로네트 매키 - 코니 대니얼스 (Connie Daniels)
- 게리 베드놉 - 미스터 카푸르 (Mr. Kapoor)
- 마리오 로페즈 - 진행자
- 로제로 매코이 - 조나스 (Jonas)
- 오드리나 패트리지 - 멜린다 (Melinda)
- 로리앤 깁슨 - 카트리나 (Katrina)